# 윤재국
윤재국(尹在國, 1975년 5월 5일 ~ )은 전 KBO 리그 SK 와이번스의 외야수이자, 현 KBO 리그 SSG 랜더스의 2군 작전/주루코치이다.

## 선수 시절

### 쌍방울 레이더스시절
1998년 2차 1라운드 지명을 받아 입단하였다.

### SK 와이번스시절
자신의 연고지로 이전한 팀으로 인계돼 재창단될 때까지 활동했다.

### 롯데 자이언츠시절
2002년 7월 SK 와이번스와의 3:2 트레이드에 포함돼 이적하였다.

### 두산 베어스시절
김만윤을 상대로 현금 트레이드됐다. 2004년에 LG 트윈스 투수 서승화의 런 다운 플레이 도중 서승화가 그에게 발을 걸어 십자 인대가 파열되는 부상을 겪어 시즌 아웃됐고, 설상가상으로 병역 비리 사건에 연루되며 2006년까지 활동하지 못했다.

### 한화 이글스시절
복귀 후 2007년 12월 5,000만원의 현금 트레이드로 입단하였다.
2009년 7월 8일에 방출됐다.

### SK 와이번스복귀
방출 후 당시 감독이었던 김성근의 부름을 받아 7월 17일에 친정 팀에 복귀했다. 그러나 2009년 11월 마무리 훈련 후 다시 부상을 당했고, 재활을 포기한 후 은퇴했다.

## 야구선수 은퇴 후
은퇴 후 서울 청원고등학교의 타격 인스트럭터로 지도자 생활을 시작했다. 이후 모교인 인천고등학교에서 코치, 감독으로 일하다가 SK 와이번스의 코치로 영입됐다.
2019년부터 롯데 자이언츠에서 코치로 활동했고, 2021년 5월 11일 당시 감독이었던 허문회의 경질 여파로 2군으로 내려갔다.

## 에피소드
- 쌍방울 레이더스 입단 때 김성근이 추천한 선수이기도 했으며, 한화 이글스에서 방출될 때도 김성근의 부름을 받을 정도로 김성근과 인연이 깊었다.

## 출신 학교
- 인천서흥초등학교
- 대헌중학교
- 인천고등학교
- 경남대학교

## 등번호

### 선수 시절
- '8' (1998년 ~ 1999년, 쌍방울 레이더스 / 2000년 ~ 2002년, SK 와이번스 / 2009년, 한화 이글스)
- '10' (2002년, 롯데 자이언츠)
- '9' (2003년 ~ 2004년, 롯데 자이언츠)
- '38' (2004년, 두산 베어스)
- '2' (2007년, 두산 베어스 / 2008년, 한화 이글스)
- '34' (2009년, SK 와이번스)

### 코치 시절
- '72' (2019년, 롯데 자이언츠)
- '83' (2020년 ~ 2021년, 롯데 자이언츠)
- '86' (2023년 ~ , SSG 랜더스)

## 통산 기록
| 연도 | 팀     | 타율  | 경기수 | 타수 | 득점 | 안타 | 2루타 | 3루타 | 홈런 | 타점 | 도루 | 희생타 | 볼넷 | 사구 | 삼진 | 병살타 | 실책 | 장타율 | 출루율 | 비고       |
| ---- | ------ | ----- | ------ | ---- | ---- | ---- | ----- | ----- | ---- | ---- | ---- | ------ | ---- | ---- | ---- | ------ | ---- | ------ | ------ | ---------- |
| 1998 | 쌍방울 | 0.227 | 94     | 163  | 25   | 37   | 1     | 4     | 0    | 11   | 6    | 0      | 8    | 1    | 27   | 1      | 0    | 0.000  | 0.000  | 3루타 8위  |
| 1999 | 쌍방울 | 0.265 | 108    | 260  | 35   | 69   | 1     | 0     | 2    | 21   | 15   | 0      | 22   | 2    | 63   | 0      | 4    | 0.000  | 0.000  | 3루타 2위  |
| 2000 | SK     | 0.276 | 125    | 344  | 43   | 95   | 14    | 0     | 2    | 30   | 7    | 0      | 18   | 0    | 63   | 3      | 1    | 0.000  | 0.000  | 3루타 10위 |
| 2001 | SK     | 0.277 | 109    | 300  | 40   | 83   | 10    | 2     | 10   | 38   | 11   | 0      | 31   | 2    | 57   | 4      | 1    | 0.000  | 0.000  | 병살타 1위 |
| 2002 | 롯데   | 0.125 | 32     | 40   | 3    | 5    | 1     | 1     | 3    | 3    | 2    | 0      | 6    | 0    | 12   | 0      | 1    | 0.000  | 0.000  |            |
| 2003 | 롯데   | 0.263 | 63     | 167  | 18   | 44   | 7     | 1     | 1    | 13   | 1    | 0      | 15   | 0    | 32   | 1      | 1    | 0.000  | 0.000  |            |
| 2004 | 두산   | 0.250 | 28     | 92   | 13   | 23   | 3     | 0     | 2    | 15   | 4    | 0      | 5    | 1    | 20   | 0      | 0    | 0.000  | 0.000  |            |
| 2007 | 두산   | 0.257 | 74     | 202  | 26   | 52   | 6     | 1     | 3    | 23   | 5    | 0      | 20   | 0    | 31   | 2      | 0    | 0.000  | 0.000  |            |
| 2008 | 한화   | 0.210 | 55     | 143  | 25   | 30   | 7     | 1     | 0    | 9    | 2    | 0      | 23   | 0    | 31   | 2      | 0    | 0.000  | 0.000  |            |
| 2009 | SK     | 0.273 | 26     | 55   | 6    | 15   | 5     | 0     | 0    | 7    | 0    | 0      | 6    | 0    | 14   | 2      | 0    | 0.000  | 0.000  |            |
| 통산 | 10시즌 |       | 714    | 1166 | 234  | 453  | 63    | 22    | 19   | 170  | 53   | 0      | 154  | 6    |      |        |      | 0.000  | 0.000  |            |